# Cittadinanza nel medioevo
In epoca medievale il diritto di cittadinanza veniva originariamente concesso a chi da un determinato numero di anni possedeva una casa entro il recinto delle mura e pagava le imposte. In seguito, esso si estese poco alla volta alle varie categorie di immigrati, con provvedimenti diversi.
Fu celebre la misura con cui il comune di Bologna offrì a tutti i servi della gleba la possibilità di diventare liberi trasferendosi in città, in base al principio secondo cui "l'aria della città rende liberi". Si trattò di una delle tante forme attraverso cui la città comunale condusse la battaglia contro l'aristocrazia feudale, dominante nel contado.
L'appartenenza alla città nell'Europa preindustriale trovò espressione in due termini dal significato lievemente diverso: cittadino e borghese. "Borghese" (Burger, bourgeois) indica a partire dal XII secolo il cittadino in Germania, Francia, Inghilterra, mentre in Italia vengono utilizzati i termini "cittadino" e cittadinanza" (civis, civitas). La qualifica di cittadino indica chi possiede i privilegi della cittadinanza ed è membro della civitas, cioè di un insediamento antico dove risiede un vescovo.
Il borghese è invece l'abitante del burgus, un agglomerato nato al di fuori della città antica e distinto dalla campagna. Spesso tra gli abitanti del borgo e della città si ebbero conflitti per la conquista dei medesimi diritti; di fatto, comunque, con il tempo "borghesia" e "cittadinanza" finirono per assumere lo stesso significato.
In generale, alla cittadinanza erano connessi numerosi vantaggi di tipo economico, giuridico e culturale: per esempio, il cittadino aveva diritto all'esenzione dall'estimo, cioè la tassa gravante sulle terre possedute.
Essere cittadino comportava indubbiamente una serie di doveri - pagare le tasse, difendere il comune entrando a fare parte della sua struttura militare - ma anche numerosi privilegi rispetto agli abitanti del contado. Il cittadino aveva il diritto di partecipare al consiglio che governava la città e di ricoprire uno dei tanti uffici in cui si articolava il governo pubblico. In seguito alla lotte politiche e sociali e interne, il diritto di partecipare al governo venne spesso ristretto nelle mani di consigli cui poteva prendere parte solo un ristretto numero di famiglie (celebre fu la "serrata del Maggior Consiglio" che rese Venezia una Repubblica oligarchica).